# NGC 4175
NGC 4175 je spiralna galaktika u zviježđu Berenikinoj kosi. Skupa s NGC 4169, NGC 4173 i NGC 4174 tvori Hicksonovu kompaktnu grupu 61.

## Vanjske poveznice
- (eng.) SEDS: NGC 4175
- (eng.) Revidirani Novi opći katalog
- (eng.) Izvangalaktička baza podataka NASA-e i IPAC-a
- (eng.) Astronomska baza podataka SIMBAD
- (eng.) VizieR